# Carlos Arruza
Carlos Ruiz Camino (Cidade do México, 17 de Fevereiro de 1920 — Cidade do México, 20 de Maio de 1966), conhecido como Carlos Arruza, foi um toureiro mexicano. Tinha como alcunha El Ciclón (O Ciclone).

## Biografia
Arruza vestiu o Traje de Luzes pela primeira vez aos 14 anos, em 28 de Novembro de 1934, conjuntamente com o seu irmão, na Praça de Touros de Vista Alegre, no México, alcançando um grande êxito.
Inicia então uma carreira de Novilheiro recheada de êxitos que o leva a tomar a alternativa no Dia 1 de Dezembro de 1940 na Praça de "El Toreo", sendo Padrinho de Alternativa, Fermin Espinosa (Armillita Chico)e testemunha Francisco Gorráez, o nome do Touro de Alternativa era "Oncito" da Ganadaria Piedras Negras, que corneou Arruza quando este entrava a matar.
Em 1944, Arruza viaja para a Península Ibérica, tendo actuado em Portugal em 4 tardes de Junho. Em Portugal contacta pela primeira vez com o Toureio a cavalo. Em Madrid, a 18 de Julho de 1944 confirma a sua alternativa, tendo António Bienvenida como padrinho e Morenito de Talavera como testemunha, os touros lidados pertenciam à Ganadaria de Don Vicente Muriel, com excepção do Sexto da ordem que pertencia à Ganadaria Pinto Barreiros. A corrida de confirmação de alternativa será a primeira de muitas tardes de triunfo em solo Espanhol.
Carlos Arruza anuncia a sua retirada das arenas em 1948, mas em 1950 volta a tourear sobretudo em França e Portugal. Em 1953 decide-se retirar definitivamente fazendo a sua última corrida em Ciudad Juárez, sendo "Menchudo" o nome do último touro por ele estoqueado vestido com o traje de luzes. Arruza inicia a actividade de Ganadeiro no seu rancho situado nos arredores da Cidade do México.
Em Setembro de 1956, na Praça mexicana de Nogales, Arruza volta novamente às arenas, desta feita como cavaleiro. Na temporada seguinte retorna à Península para tourear a cavalo, sempre com grandes triunfos, em Portugal e Espanha, situação que se repete nos anos seguintes.
Morreu a 20 de Maio de 1966, quando o automóvel que conduzia embateu contra um camião na estrada entre Toluca e a Cidade do México.
Seus filhos, Manolo e Carlos Jr., tornaram-se toureiros proeminentes também.
Era sobrinho neto do poeta León Felipe.

## Cinema
Carlos Arruza participou em dois filmes mexicanos sobre touradas e fez uma participação em The Alamo (1960), com John Wayne, em 1960.
Em 1970, o realizador norte-americano Budd Boetticher, realiza "Arruza",um documentário biográfico sobre Carlos Arruza.